# 八十二証券
八十二証券株式会社（はちじゅうにしょうけん）は、長野県長野市に本店を置く日本の証券会社。八十二銀行グループに属する銀行系地場証券会社である。

## 概要
理念として「資産運用のホームドクターとしてプロフェッショナルな集団をめざします」を掲げている。対面営業を主体とし、インターネット取引も可能。2023年3月期の自己資本規制比率は1,222.4％であった。

## 沿革
出典：八十二証券株式会社2023年3月期業務及び財産の状況に関する説明書
- 1949年5月 - 埴科郡杭瀬下村（現千曲市杭瀬下）に北信証券株式会社を設立
- 1949年7月 - 証券取引法による証券業登録 第120号
- 1953年11月 - 本店を上田市横町に移転
- 1955年6月 - 本店を上田市常田に移転
- 1987年9月 - アルプス証券株式会社に社名変更
- 1996年4月 - 東京証券取引所正会員加入
- 1998年4月 - 長野山田証券と合併 資本の額変更8億円とする
- 1998年12月 - 証券業登録関東財務局長第97号
- 2006年4月 - 八十二銀行の完全子会社化
- 2007年9月 - 八十二証券株式会社に社名変更
- 2007年9月 - 金融商品取引業の登録。関東財務局長（金商）第21号
- 2009年12月 - （社）日本証券投資顧問業協会加入
- 2010年10月 - オンライントレード開始
- 2018年3月 - 資本の額変更 30億円
- 2018年9月 - 元引受業務登録 関財証1第1687号
- 2022年3月 - 本社を上田市から長野市に移転

## 店舗
- 本店営業部 - 長野市南石堂町1277-2 長栄第2ビル
- 北長野支店 - 長野市吉田2丁目26番3号
- 南長野支店 - 長野市稲里町中央4丁目21番37号 北信建設事業協同組合ビル
- 松本支店 - 松本市大手3丁目1番1号 松本ビル
- 広丘支店 - 塩尻市大字広丘野村2051-12 八十二銀行広丘支店内
- 中野支店 - 中野市三好町1丁目4番8号 八十二銀行中野支店内
- 上田支店 - 上田市常田2丁目3-3
- 佐久支店 - 小諸市柏木344番地1
- 諏訪支店 - 諏訪市諏訪2丁目1番6号 損保ジャパン諏訪ビル
- 伊那支店 - 伊那市荒井3500番地1 いなっせビル 八十二銀行伊那市駅前支店内
- 飯田支店 - 飯田市中央通り4丁目15番地 八十二銀行飯田駅前支店2階

## 関連事項
- 佐田詠夢 ‐ 2011年秋よりイメージキャラクターとして起用。シンガーソングライターさだまさしの長女[3]。
- 高嶋芙佳（2014年）

## 長野県の地場証券会社
- 長野證券 ‐ 1900年（明治33年）創業の長野県長野市に本店を置く証券会社。岡宮證券と松本証券、諏訪証券により現在の長野證券が発足。従業員数は94名で県内6支店2営業所を構える。2021年3月期の営業収益は11億76百万円、当期純利益2億42百万円であった[4][5]。

## 長野県のかつて存在した地場証券会社
- アルプス証券 - 現在の八十二証券。
- 飯田証券 - 2010年いちよし証券に吸収合併。
- 岡宮證券 - 現在の長野證券。1999年松本証券と合併し岡宮松本證券に社名変更、2000年諏訪証券を買収し長野證券へ社名変更。
- 諏訪証券 -  2000年岡宮松本證券に買収。
- 長野山田証券 - 1998年アルプス証券と合併。
- 松興証券 - 1984年三重証券と合併（のちに旧太洋証券）。
- 松本証券 - 1999年岡宮證券と合併。

## 長野県にゆかりのある証券関係者・相場師
- 小布施新三郎 - 長野県須坂市出身。横浜で為替を学び、日本橋兜町で公社債株式仲買業の小布施商店（現在ちばぎん証券、旧中央証券）を開業。東京株式取引所で監査役等を歴任[6]。
- 田中平八 - 長野県駒ヶ根市出身。実業界で活躍。生糸や洋銀、為替等の相場で巨利を得る。日本橋兜町で伊藤博文、渋沢栄一らと親密で「天下の糸平」と呼ばれた[7]。
- 今村清之助 - 長野県高森町出身。実業界で活躍。生糸や洋銀、為替等の相場で巨利を得る。各地の鉄道に寄与し、今村銀行なども設立。日本橋茅場町で今村商店（現みずほ証券、旧角丸証券）を開業。渋沢栄一とも親密であった[8]。